# Hassa (Hatay)
Hassa est une ville et un district de la province de Hatay dans la région méditerranéenne en Turquie.